# 구 시청사 (프라하)

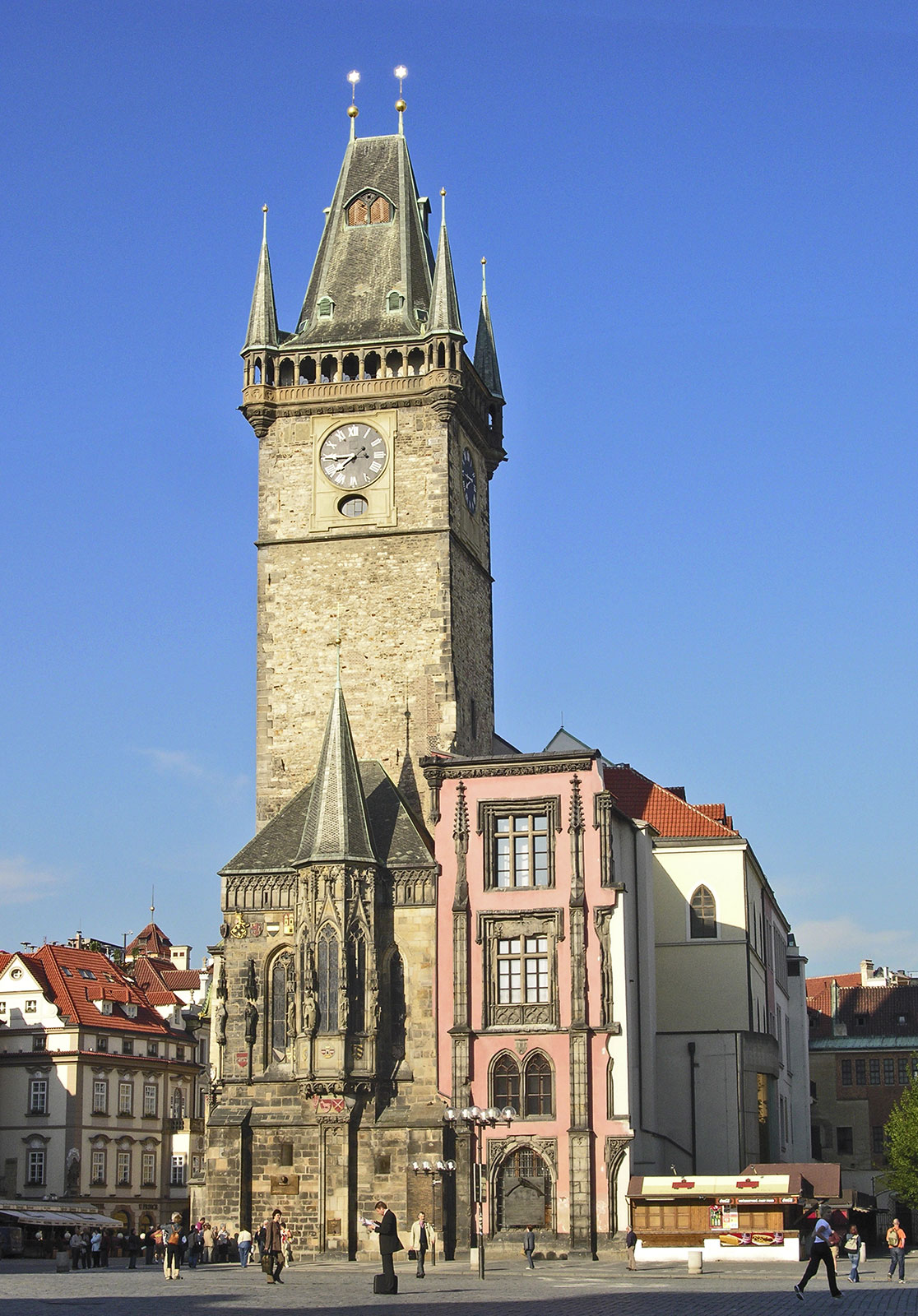
구 시청사

구 시청사(체코어: Staroměstská radnice)는 체코 프라하 구시가 광장에 있는 건물이다.

## 시계
시계는 시청사에서 가장 유명한 볼거리로, 1400년대에 처음 지어졌다.